# Clinantheae
Clinantheae es una tribu perteneciente a la familia Amaryllidaceae. Se halla distribuida en los Andes. Incluye los géneros Clinanthus, Paramongaia y Pamianthe.